# Mono no aware
Mono no aware (物の哀れ?), literalmente "el pathos de las cosas", y también traducido como "una empatía hacia las cosas", o "una sensibilidad a lo efímero", es un término japonés para la conciencia de la impermanencia (無常 mujō?), o la brevedad de las cosas, y tanto una suave tristeza transitoria (o melancolía) sobre su paso, así como una más larga y profunda tristeza sobre la realidad de la vida.

## Orígenes
El término fue acuñado en el siglo XVIII por el erudito japonés del período Edo Motoori Norinaga como un concepto literario usado originalmente para su crítica de La Historia de Genji, luego aplicado a otros trabajos japoneses incluyendo el Man'yōshū. Se volvió un concepto central de su filosofía de la literatura y eventualmente de la cultura tradicional japonesa.